# سیارک ۱۶۲۲۱
سیارک ۱۶۲۲۱ (به انگلیسی: 16221 Kevinyang، نامگذاری:2000DX48) شانزده هزار و دویست و بیست و یکمین سیارک کشف شده‌است که در ۲۹ فوریه ۲۰۰۰ کشف شد.
قدر مطلق سیارک برابر ۹.۳ است.